# Ammannia multiflora
Ammannia multiflora är en fackelblomsväxtart som beskrevs av William Roxburgh. Ammannia multiflora ingår i släktet Ammannia och familjen fackelblomsväxter. Inga underarter finns listade i Catalogue of Life.

## Bildgalleri

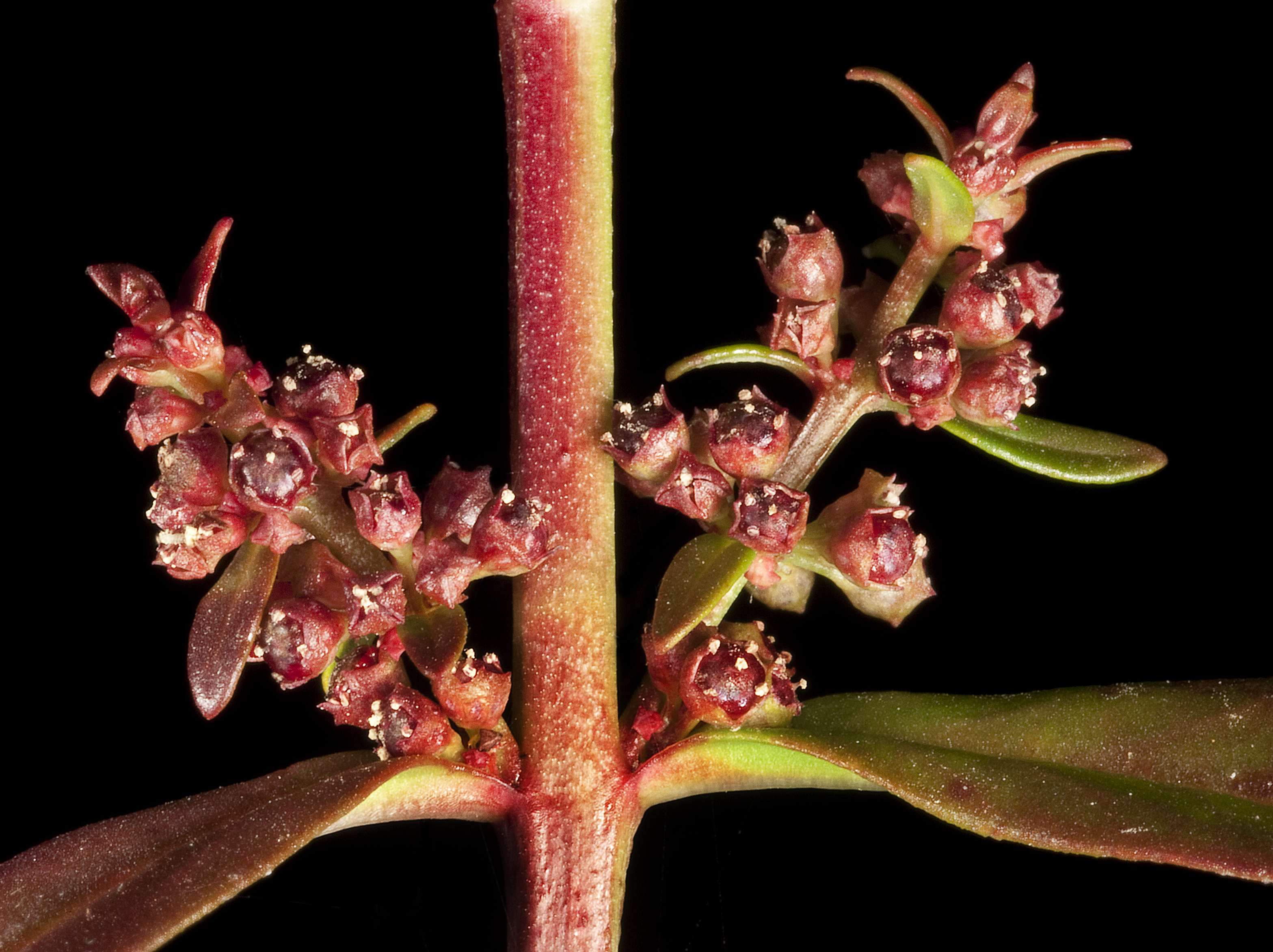
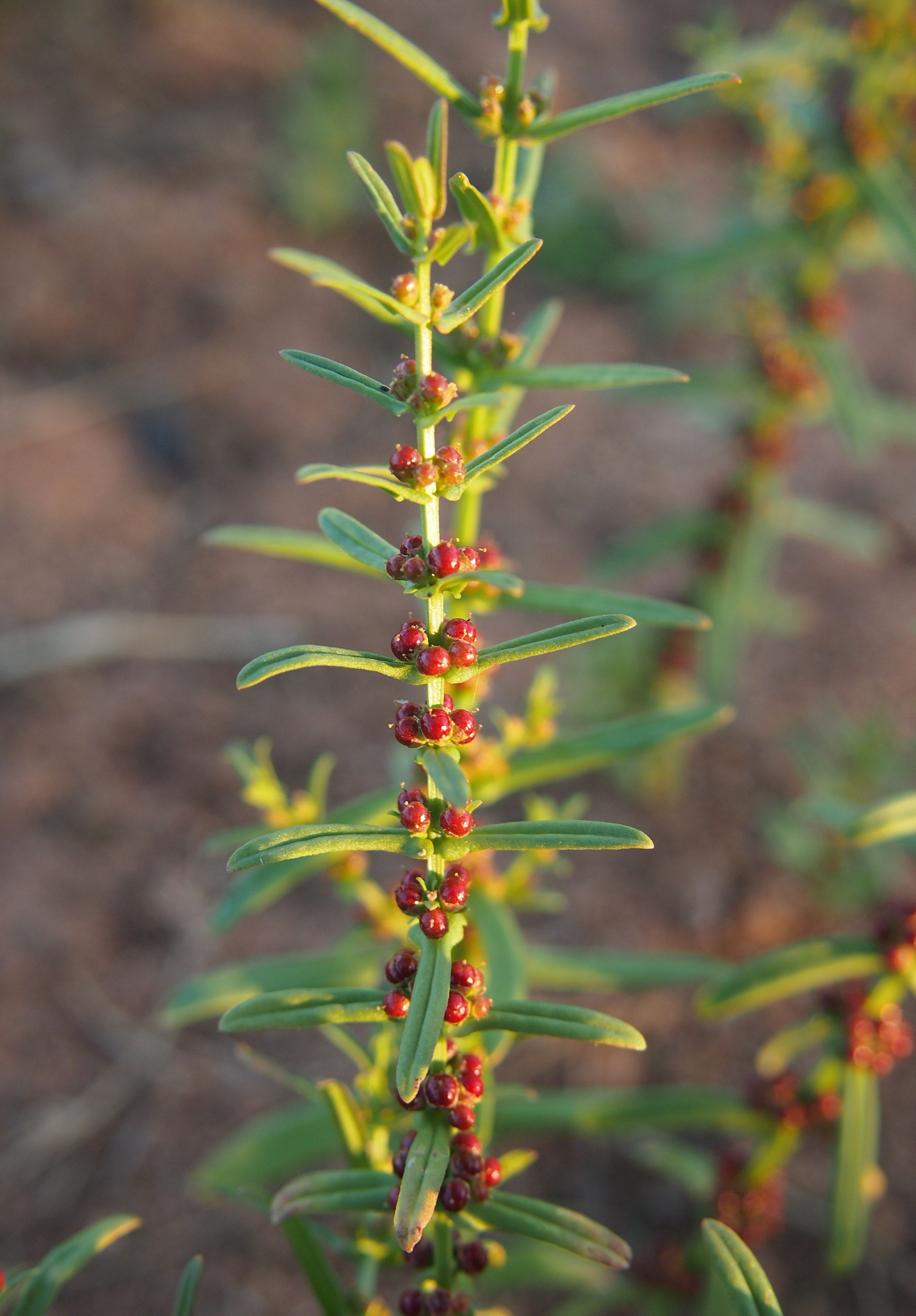
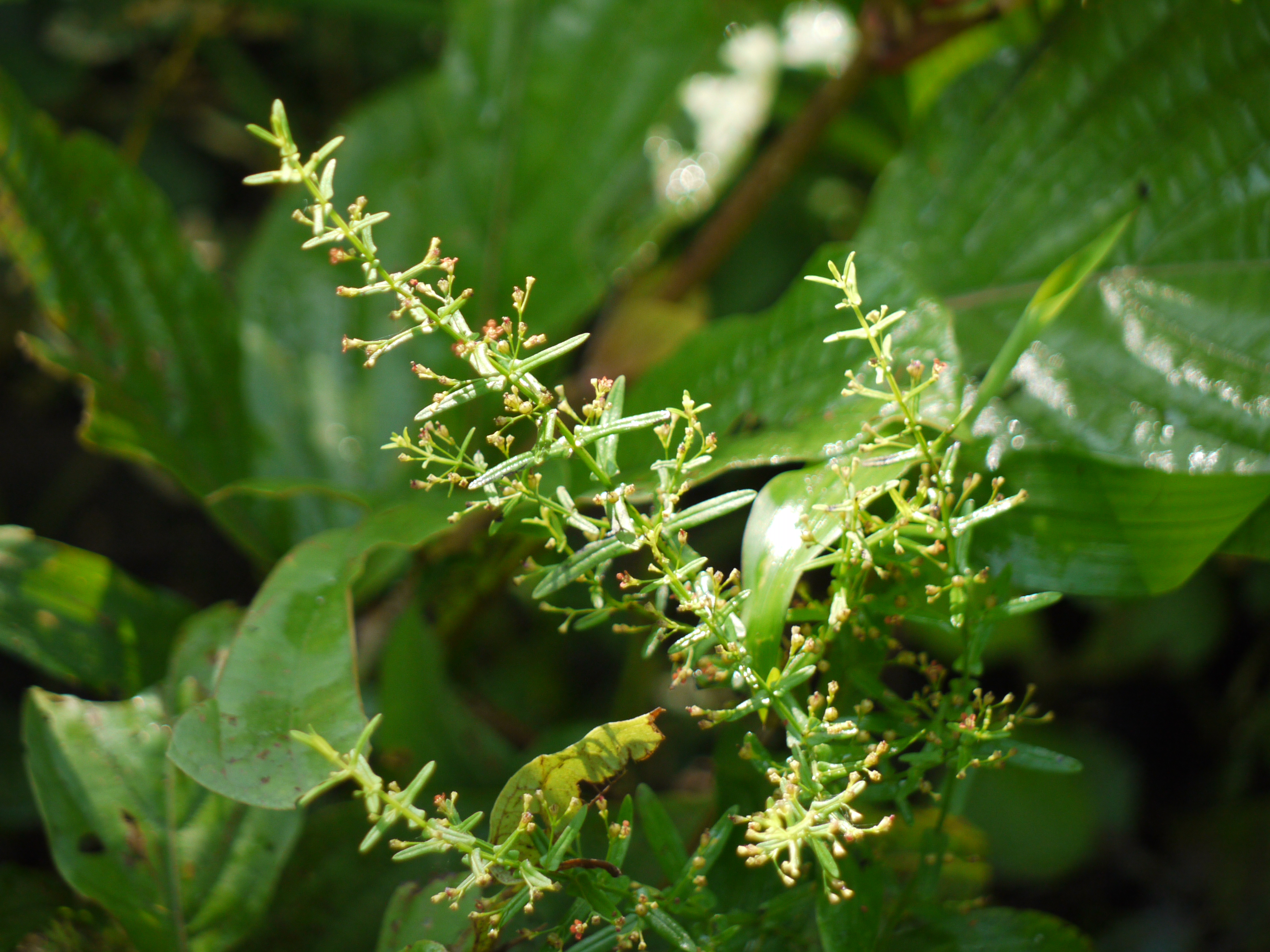